# カリヤーン・ドンビヴリ
カリヤーン・ドンビヴリ（英: Kalyan-Dombivali）は、インドのマハーラーシュトラ州ターネー県 にある都市であり、地方自治体である。
人口1,193,266人（2001年調査）、面積137.15平方キロメートル、人口密度8,700人／平方キロメートルである。

## 住民
2011年の調査では、人口1,246,381人（男性650,075人、女性596,306人）、識字率は93.06%である。